# 共同体思考
共同体思考（きょうどうたいしこう）とは、相手を仲間・同志、共同体の一員として受け止めている脳の使い方。人間関係を上下関係、ライバル関係、 敵対関係などでなく、ヨコの関係である「仲間・同志」として見ること。島皮質を鍛えるとされる「脳磨き」で脳科学者の岩崎一郎が提唱した言葉。

## 共同体思考のメリット
岩崎によると「共同体思考」の脳の使い方は、他者と共通の目的を見つけ、仲間として力を合わせようとする。相手とともに目指す目的を共有し、仲間として力を合わせようとするため、相手のできているところ、良いところ、可能性、未来のなりたい姿(理 想・目的)に自然と意識がいくようになる。
共同体思考の脳の使い方のメンバーがチームを作ると、集合知性が発揮されると言われている。メンバーが個分離思考の脳の使い方をしている組織と共同体思考の脳の使い方をしている組織では、全く異なる原理が働く。共同体思考の脳の使い方をする組織のメンバーは、「この仲間と一緒に仕事ができ、物事を成し遂げられることが、本当にありがたい。みんなで高い目標を目指そう！」といった心の状態になる。そのような組織には、集合知性が発現してくる。 共同体思考の脳の使い方をしている組織では、信頼関係を深めるところから始まる。すると、一体感が上がり、幸福度が高まり、助け合いが増えて、成長意欲が高まる。組織全体のパフォーマンスが上がり、みんながやりがいを感じ、さらに信頼関係が深まるということが起こる。このループがぐるぐる回るようになると、集合知性が発揮されてくる。

## 共同体思考の対義語
共同体思考の対義語として「個分離思考」という言葉がある。